# Matori Abdul Djalil

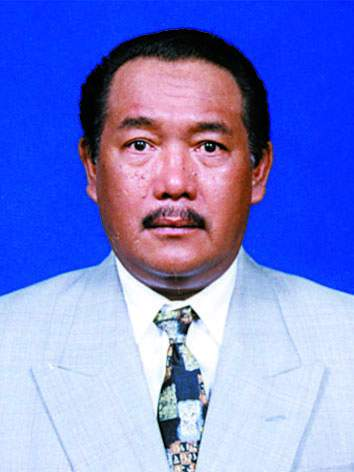
Matori Abdul Djalil (1999)

Matori Abdul Djalil (* 11. Juli 1942 in Salatiga, Niederländisch-Indien, heute: Salatiga, Jawa Tengah, Indonesien; † 12. Mai 2007 in Jakarta) war ein indonesischer Politiker, der unter anderem von 2001 bis 2004 Verteidigungsminister von Indonesien war.

## Leben
Matori Abdul Djalil war zwischen 1955 und 1957 Mitglied der Gerakan Pemuda Ansor, eine gemeinnützige islamische Jugendorganisation, die mit Nahdlatul Ulama (NU) verbunden ist, der größten islamischen Massenorganisation der Welt, und begann nach dem Schulbesuch in Salatiga ein Studium an der Fakultät für Wirtschaftswissenschaften der Universitas Kristen Satya Wacana (UKSW), das er jedoch nach drei Jahren ohne Abschluss abbrach. Er absolvierte ferner ein Studium an der Fakultät für Rechtswissenschaften der Universitas Jenderal Soedirman und engagierte sich von 1964 bis 1968 als Vorsitzender der Indonesischen Islamischen Studentenbewegung PMII (Pergerakan Mahasiswa Islam Indonesia) in Salatiga sowie zugleich zwischen 1966 und 1968 als Vorsitzender des dortigen Präsidiums der Indonesischen Studentenorganisation KAMI (Kesatuan Aksi Mahasiswa Indonesia). Im Anschluss war er von 1968 bis 1971 stellvertretender Vorsitzender der Nahdlatul-Ulama-Partei von Salatiga sowie zwischen 1968 und 1971 erst stellvertretender Vorsitzender des Stadtrates DPRD II (Dewan Perwakilan Rakyat Daerah) von Salatiga und anschließend zwischen 1971 und 1977 als Mitglied des Rates des Regierungsbezirkes Semarang. 1977 wurde er Mitglied des Parlaments DPRD I der Provinz Zentraljava (Jawa Tengah) und gehörte dieser zehn Jahre lang bis 1987 an. Zugleich fungierte er von 1979 bis 1982 als Sekretär der NU-Partei von Zentraljava sowie zwischen 1982 und 1987 als stellvertretender Vorsitzender der Provinzorganisation der DPP (Partai Persatuan Pembangunan) von Zentraljava.
1987 wurde Abdul Djalil Mitglied des Volksvertretungsrates der Republik Indonesien DPR-RI (Dewan Perwakilan Rakyat Republik Indonesia), eine von zwei gewählten Kammern der Beratenden Volksversammlung MPR (Majelis Permusyawaratan Rakyat), und gehörte dieser bis 1997 an. Als Nachfolger von Mardinsyah wurde er 1989 Generalsekretär der DPP und behielt diese Funktion bis zu seiner Ablösung durch Tosari Widjaja 1994. Am 23. Juli 1998 wurde er erster Vorsitzender der neu gegründeten Nationalen Erweckungspartei PKB (Partai Kebangkitan Bangsa) und bekleidete diesen Posten bis zum 15. August 2001, woraufhin Alwi Shihab neuer Parteivorsitzender wurde. Zudem war er zwischen 1999 und 2001 abermals Mitglied des Volksvertretungsrates sowie zugleich stellvertretender Vorsitzender der Beratenden Volksversammlung.
Am 10. August 2001 wurde Abdul Djalil als Nachfolger als Verteidigungsminister (Menteri Pertahanan) in das Kabinett für gegenseitige Zusammenarbeit (Kabinet Gotong-Royong) von Staatspräsidentin Megawati Sukarnoputri und bekleidete dieses Amt bis zum Ende von deren Amtszeit am 20. Oktober 2004. Neben seinem Ministeramt übernahm er 2003 Vorsitzender der Demokratischen Ruhmespartei PEKADE (Partai Kejayaan Demokrasi) und behielt diese Funktion bis zu seinem Tode am 12. Mai 2007.

## Hintergrundliteratur
- Mahrus Ali , M. F. Nurhuda: Pergulatan Membela yang Benar, Biografi Matori Abdul Djalil, Penerbit Buku Kompas, September 2008 ISBN 978-979-709-383-9